# Calendario del maremmano
Calendario del maremmano è un'opera dello scrittore fiorentino Marco Lastri, pubblicata nel 1793. il titolo completo è: Calendario del maremmano nel quale restano descritte le faccende mensuali del lavoratore maremmano pubblicato dal proposto Lastri libretto utilissimo, che insegna la vera maniera di far la sementa, e le altre faccende sino alla tiratura e riponitura de'grani.

## Contenuto
L’opera si apre con un excursus storico sull'evoluzione delle tecniche agricole che hanno caratterizzato il territorio maremmano e Agro romano. l'autore ha evidenziato come nel passato il rapporto produttivo fosse servile o di schiavitù.
Essa si presenta come una focalizzazione del "Calendario del seminatore", in quanto tratta del tema agricolo non più in modo generale ma in relazione esclusivamente al territorio toscano.
Inizia con gennaio dove il contadino dovrebbe fare diverse operazioni, tra cui: rincalzare il grano raschiando il terreno per fare dei solchi, sottrarre al terreno il groviglio di ramoscelli e tutte le sterpi per metterlo a cultura, pulire i fossi e infine verso il 20 del mese cominciare a spaccare nei terreni migliori.
A febbraio si dovrebbe procedere con lo zappare anche le altre tenute. Sempre in questo mese dovrebbe chiudersi il periodo che il Lastri chiama con l’espressione ”fare la terra Nera”, liberare il terreno dalle erbe che lo infestano e preparare gli aratri per la seconda aratura.
A marzo si riprendono le Maggesi, cioè le sei lavorazioni date alla terra grazie all’uso dell’aratro. A seconda del clima si puliscono prima o dopo i prati.
Alla fine del mese di aprile si radono le Maggesi, ovvero si inizia la terza aratura. Si raccolgono le Maggesi di marzo e si procede col realizzare contratti con i caporali per la mietitura. Si pulisce il grano a mano dalle erbacce.
A maggio si riprendono le Maggesi, si mondano i grani, si falciano i prati e si ripongono i fieni. Inoltre si realizzano i fenili nella campagna, niente di meno ci si prepara per battere il grano.
A giugno si esegue la quarta lavorazione della Maggese e si miete.
Sempre in questo periodo estivo si trasporta il grano dal campo all’Aja (cioè terreni coperti di sassi).
A luglio si continua con la carrucola e si trita. Si prepara il grano nelle Aje attraverso strumenti tenuti da persone pratiche, i Conciatori. La raccolta viene portata ai granai dove si formano le pagliate.
Nel mese di agosto si riprendono le lavorazioni dei due mesi antecedenti e inoltre si rompono i raccolti del Roticcione, ossia mezza Maggese-(così chiamata perché sono solo tre lavorazioni su sei) e si sterpano le Maggesi e si rinfrescano dando origine così alla quinta aratura.
A settembre si continua col rinfrescare e sterpare le Maggesi, si concia il grano, si seminano le biade (cereali meno nobili) e si fanno i lupinari.
A ottobre oltre alla biade e al grano si seminano anche le fave e inoltre vengono svolti dei lavori di vanga e pala per rischiarare i fondi degli sciaquatoi, le cosiddette "Razzette".
Nel penultimo mese di novembre si semina anche l’orzo continuando il lavoro delle Razzette.
Per finire abbiamo dicembre, dove si semina nelle terre nuove, si continua le Razzette e la ribattitura e si realizzano i fossi e si zappa. Si pulisce un nuovo pezzo di terreno e sui primi grani si incomincia la terra nera che si riprende nell’anno successivo.
Conclusione
Quest’opera incarna al suo interno le fasi lavorative su cui basarsi nel territorio Maremmano, in maniera schematica e diretta. Infatti attraverso l’utilizzo di periodi molto brevi esprime in modo molto chiaro e coinciso i modi di agire nell’agricoltura maremmana. Per cui Lastri vuole trasmettere al lettore un insieme di insegnamenti pratici annuali da cui prendere esempio per il compimento della semina.

## Edizioni
- Lastri M., 1793. Calendario del maremmano nel quale restano descritte le faccende mensuali del lavoratore maremmano pubblicato dal proposto Lastri libretto utilissimo, che insegna la vera maniera di far la sementa, e le altre faccende sino alla tiratura e riponitura de'grani. Venezia: nella stamperia Graziosi a s. Apollinare con pubblica Approvazione.[1]
- Lastri M., 1804. Calendario del maremmano nel quale restano descritte le faccende mensuali del lavoratore maremmano che producono relativamente al frumento un 50. per 100. di più degli altri metodi usati sino ad ora. Del proposto Lastri. In Venezia: nella stamperia Graziosi a S. Apollinare.[2]